# TZAAR
TZAAR es un juego abstracto, el séptimo juego del Proyecto GIPF del belga Kris Burm. Fue declarado el Juego del año 2009 de la revista Games. Es el reemplazo anunciado de TAMSK, el segundo juego de mesa del Proyecto GIPF. El juego fue lanzado oficialmente en 2008. Una edición especial limitada (1000 copias) prelanzamiento del juego (todas las copias numeradas y firmadas) salió a la venta en la Internationale Spieltage de 2007 en Essen.

## Piezas
Cada jugador tiene tres tipos diferentes de piezas:
| Pieza  | Número |
| ------ | ------ |
| Tzaar  | 6      |
| Tzarra | 9      |
| Tott   | 15     |

## Reglas

### Comienzo del juego
Hay varias formas de colocar la posición inicial en el tablero. Los jugadores acuerdan de antemano qué método se utilizará:
- Comenzar con un tablero vacío y coloque las piezas alternativamente en el tablero hasta que se haya colocado la última pieza.
- Comenzar con una posición de partida fija como se indica en el manual oficial.[6]
- Comenzar colocando las piezas al azar en el tablero.

Las blancas comienzan el juego y deben en su primer turno capturar una de las piezas del oponente moviendo una de sus propias piezas a una casilla adyacente donde se encuentra una pieza enemiga. La pieza enemiga se retira del tablero. Después de esto, el blanco y el negro toman turnos alternos, cada turno consta de dos movimientos.

## Turnos
Cada turno después del primero consta de dos movimientos. Entonces las negras tienen el primer turno completo.
1. El primer movimiento consiste en la captura obligatoria de una pieza del oponente. Si esto no es posible, el oponente gana.
2. Hay tres opciones para el segundo movimiento:
  1. Tomar otra pieza contraria de nuevo.
  2. Saltar sobre otra pieza o pila con una pieza propia o pila de piezas.
  3. Pasar.

### Capturar piezas
Una pieza del oponente, o una pila de piezas, puede ser capturada por cualquier pieza o pila que pueda moverse hacia ella en una línea recta y continua. Una pila solo puede ser capturada por otra pila que tenga al menos el mismo número de piezas. El tipo de piezas que componen la pila no es importante.

### Fortalecer piezas
Una pieza o pila propia se puede hacer más alta saltando sobre ella con una pieza o pila. Al igual que con la captura de piezas enemigas, esta pila debe ser adyacente o accesible a través de una línea recta e ininterrumpida a través de uno o más espacios libres.

## Condiciones de victoria
En TZAAR se puede ganar de dos formas. En primer lugar, al capturar todas las piezas del oponente de un palo (Tzaar, Tzarra o Tott), las pilas se cuentan como una pieza del tipo que constituye la pieza superior (visible) de la pila. En segundo lugar, asegurándose de que el oponente no pueda capturar una pieza como primer movimiento.

## Material
Tzaar consta de un tablero de cartón y piezas de baquelita. Las piezas tienen el aspecto moteado que se usa en otras piezas del juego Project GIPF, y son idénticas en forma y tamaño al potencial de TAMSK. Los Totts no están impresos, los Tzarras tienen un punto central impreso y los Tzaars tienen un punto y un anillo impresos. En la edición previa al lanzamiento, las piezas se imprimieron en plata, en la edición real del juego, esto se cambió a un color dorado.